# Angara (Schiff, 1900)
Die Angara (russisch Ангара) ist ein heute in Irkutsk (Russland) liegendes Museumsschiff, das von 1900 mit Unterbrechungen bis 1962 auf dem Baikalsee als Eisbrecher, Schlepper und Personenfähre diente.

## Vorgeschichte
Um sicherzustellen, dass der Bahnverkehr auf der Transsibirischen Eisenbahn im Bereich des Baikalsees, wo die Baubedingungen sehr schwierig waren und die Trassenplanung sich daher stark verzögerte, nicht unterbrochen würde, bestellte das russische Transportministerium im Dezember 1895 bei Armstrong-Whitworth in Newcastle die Bauteile einer eisbrechenden Eisenbahnfähre, die nach Russland geliefert und dann am Baikalsee zusammengebaut werden sollten. Die Auslieferung erfolgte im Juni 1896, und im Juni 1899 wurde die Baikal auf der Werft in Listwjanka (russisch Листвянка) zu Wasser gelassen.
Inzwischen war der Bahnabschnitt von Tscheljabinsk im Westen nach Irkutsk fertiggestellt worden – der erste Zug hatte Irkutsk am 16. August 1898 erreicht – und der von 1895 bis 1900 errichtete Bauabschnitt von Osten bis zum Südostufer des Baikalsees näherte sich seiner Vollendung. Das Zwischenstück um das Südwestende des Sees steckte jedoch noch immer in der Planungsphase; sein Bau wurde erst 1902 begonnen und im Herbst 1904 vollendet. Somit war der Betrieb einer verlässlichen Fährverbindung über den See von höchster Dringlichkeit. Da man zur Bewältigung des erwarteten Fracht- und Passagieraufkommens ein zweites Schiff benötigte, bestellte das Komitee für den Bau der Transsibirischen Bahn Ende 1898 bei Armstrong-Whitworth ein zweites Schiff, einen Eisbrecher, der ebenfalls auf dem Baikalsee zusammengebaut werden würde.

## Bau und technische Daten
Das Schiff wurde mit der Baunummer 694 auf der Werft in Low Walker gebaut, mit einer Dreifach-Expansions-Dampfmaschine von Wigham Richardson & Co. (dortige Baunummer 354) mit 1250 PSi und einer Schraube. Die Bauteile wurden per Schiff nach Reval und von dort per Bahn zum Baikalsee verfrachtet und dann ebenfalls in Listwjanka endmontiert. Baubeginn dort war am Tage nach dem Stapellauf der Baikal. Das Schiff erhielt den Namen Angara, nach dem den Baikalsee entwässernden Fluss, lief am 25. Juli 1900 vom Stapel und wurde am 1. August als Eisbrecher und Fracht- und Personenfähre in Dienst gestellt. Es war 60 m lang und 10,5 m breit, hatte bei voller Beladung 4,7 m Tiefgang am Heck und verdrängte 1400 Tonnen. Der Rumpf bestand aus genietetem Stahl und hatte einen 25 mm dicken stählernen Eisgürtel. Die Maschinenanlage bestand aus vier Dampfkesseln und einer Dreifach-Expansions-Dampfmaschine von Wigham Richardson & Co. mit 1250 PSi, die eine Schraube von 3,5 m Durchmesser antrieb. Die Höchstgeschwindigkeit in freiem Wasser betrug 14 Knoten. Die Bunkerkapazität betrug 230 Tonnen Kohle, was für 115 Stunden Betrieb reichte. Neben 250 Tonnen Fracht in zwei Laderäumen mit zusammen 653 m³ Fassungsvermögen konnten bis zu 160 Passagiere transportiert werden, 60 in der Ersten und Zweiten Klasse, 100 in der Dritten. Zusätzlich konnten Lastkähne geschleppt werden. Zur Übernahme von Fracht hatte die Angara je einen Ladebaum vorn und achtern. Während des Russisch-Japanischen Krieges 1904/05 beförderte sie bis zu 1000 Passagiere, meist Soldaten, auf einer Fahrt.

## Schicksal

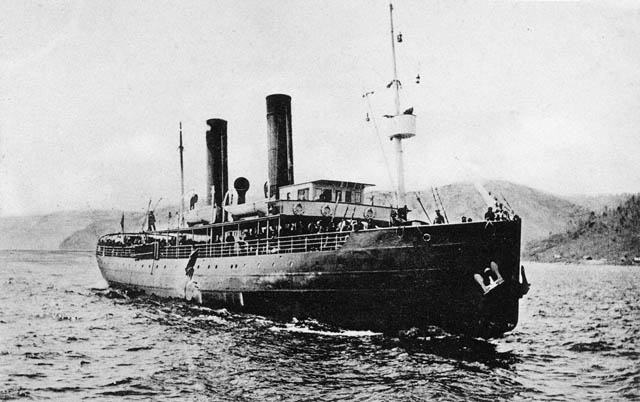
Die Angara auf dem Baikalsee (um 1901)

Die Baikal machte ihre erste Überfahrt am 24. April 1900 – mit zwei Lokomotiven und drei Waggons sowie 167 Pferden, rund 500 Passagieren und etwa 500 kg Fracht an Bord. Die Angara nahm ihren Dienst am 1. August 1900 auf. Die beiden Schiffe fuhren nun jeweils zweimal täglich zwischen den Anlegern in Baikal und Myssowaja. Allerdings stellte sich schon bald heraus, dass die beiden Eisbrecher in den Monaten Januar bis April, wenn die Eisdecke am stärksten war, den Schiffsverkehr nicht aufrechterhalten konnten, ohne selbst schweren Schaden zu nehmen.
Da der im Februar 1904 ausgebrochene Krieg mit Japan den möglichst schnellen Transport von Truppen, Geschützen, Munition und Nachschub in den Fernen Osten verlangte, wurden in diesem extrem kalten Winter Gleise über das Eis gelegt und die Waggons und in Chassis und Oberteil zerlegte Lokomotiven wurden von Pferden über den See gezogen. Die Strecke über das Eis war vom 28. Februar bis zum 25. März 1904 in Betrieb.
Die Baikalsee-Umfahrung von Baikal nach Sljudjanka wurde im Herbst 1904 fertiggestellt; der erste Werkzug fuhr am 30. September 1904, und am 29. Oktober 1905 wurde der Regelverkehr aufgenommen. Da inzwischen auch ein Fähranleger in Tanchoi gebaut worden war, konnten die Schiffe die Anzahl ihrer Fahrten auf der nur 42 km langen Strecke Baikal–Tanchoi auf drei bis vier täglich erhöhen. Noch mehr als zehn Jahre wurde der Verkehr auf der Fährverbindung mit der Baikal fortgesetzt, aber die Angara wurde bereits 1907 wegen mangelnden Bedarfs aufgelegt.

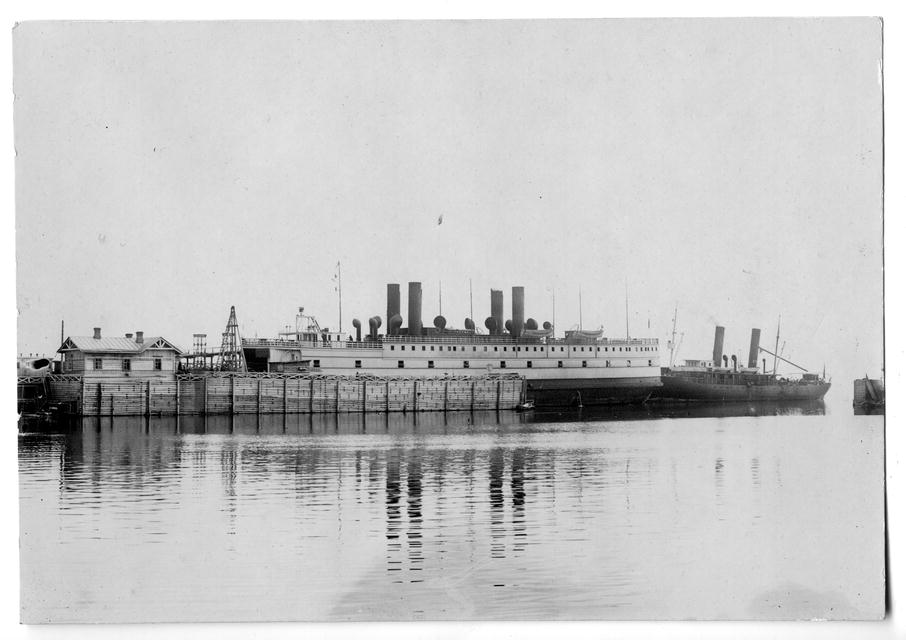
Die Baikal (links) und die wesentlich kleinere Angara, 1911

Im Juli 1918, während des Russischen Bürgerkriegs, wurden die Baikal und die Angara Teil der Roten Baikal-Flottille. Die Schiffe wurden in Tanchoi bewaffnet: die Angara erhielt zwei 7,5-cm-Kanonen und vier Maxim-Maschinengewehren und wurde zum Kampf gegen die Tschechoslowakischen Legionen eingesetzt, die seit Mitte Mai auf Seiten der alliierten Interventionstruppen und der Weißen Gegenrevolution stand und die Bahnlinie von Kasan bis Wladiwostok unter ihre Kontrolle gebracht hatte. Nach der Eroberung von Irkutsk am 11. Juli 1918 durch die Tschechoslowakischen Legionen und die Weiße Armee kapitulierte die Angara am 22. August in Listwjanka an die Weißen, wurde wieder entwaffnet und transportierte dann im Jahre 1919 auf insgesamt zehn Fahrten Fracht nach Nischneangarsk am Nordostende des Sees. Als dann die Weißen im Januar 1920 Irkutsk wieder aufgeben mussten, richteten sie noch ein Massaker auf der Angara an: Am 6. Januar brachten sie insgesamt 31 politische Gefangene, die anti-Weißer Umtriebe beschuldigt waren, aus dem Gefängnis von Irkutsk einzeln und nacheinander an Deck des Schiffs, schlugen sie von hinten mit einer hölzernen Keule, die sonst zum Losschlagen von Eis benutzt wurde, auf den Kopf und warfen sie dann, ob bereits tot oder noch nicht, über Bord. Als Truppen der Roten Armee Anfang Februar nach Irkutsk und damit zum Baikalsee zurückkehrten, wurde die Angara im März 1920 erneut bewaffnet, diesmal mit vier 7,5-cm-Kanonen, und zur Bekämpfung der nach Osten entweichenden Reste von Admiral Koltschaks Weißer Armee und der Tschechoslowakischen Legionen eingesetzt. Bis Oktober 1922 gehörte sie zur Baikal-Flottille.
Danach fuhr sie wieder als Eisbrecher und Passagierfähre. Am 25. Dezember 1929 riss sie sich auf dem Weg von Nischneangarsk nach Irkutsk in der Nähe der Uschkanji-Inseln auf felsigem Grund ein 6 Meter langes Leck, lief mit 20 Grad Schlagseite nach Backbord teilweise voll Wasser, und entging dem Untergang nur knapp. Die Besatzung musste abgeborgen werden und erreichte nach 40 km Fußmarsch über die Bergkette der Halbinsel Swjatoi Nos (russisch Свято́й Нос) das Dorf Ust-Bargusin. Erst im Frühjahr konnte das halb gesunkene Schiff geborgen werden. Die daraufhin notwendigen Reparaturen und Modernisierungen zogen sich bis 1932 hin. Eine erneute Generalüberholung war für 1941 vorgesehen, wurde jedoch wegen des deutschen Überfalls auf die Sowjetunion im Juni des Jahres nicht durchgeführt. Das Schiff war dann vor allem mit dem Schleppen von Frachtkähnen auf dem See beschäftigt. Erst 1950 konnte die lange überfällige Überholung in Angriff genommen werden, die sich jedoch bis 1959 hinzog. Dabei wurde die Maschinenanlage von Kohle- auf Ölfeuerung umgestellt. Als dann im April 1963 ein Sturm einen Berg von Eisschollen mitsamt dem Schiff auf das Seeufer warf, waren die dabei erlittenen Beschädigungen schwerwiegend genug, dass eine erneute Reparatur nicht mehr gerechtfertigt erschien und das alte Schiff in Port Baikal aufgelegt und nur noch als Lager benutzt wurde.
Dort blieb es bis Dezember 1966, als es vom örtlichen Zweig der DOSAAF übernommen, in den Irkutsk-Stausee an der Angara geschleppt, wobei das Schiff mit Trossen zwischen zwei leer gepumpte 100-t-Leichter gehängt wurde, um seinen Tiefgang zu verringern. Im Frühjahr 1967, nachdem das Eis auf dem Stausee geschmolzen war, wurde das Schiff weitere 21 km bis in die Nähe von Irkutsk geschleppt und dann dort nach entsprechender Überholung zur Wehrertüchtigung Jugendlicher benutzt. 1975 endete diese Nutzung und das Schiff sollte verschrottet werden, aber als es zum Abwracken geschleppt wurde, sank es in flachem Wasser und lag dann bis 1977 praktisch vergessen in einer Bucht des Stausees.

## Museumsschiff
Im Sommer 1977 sollte es in die Nähe des Staudamms beim Wasserkraftwerk Irkutsk geschleppt und zu einem Geschichtsmuseum umfunktioniert werden. Daraus wurde jedoch nichts, da das Schiff erneut havarierte. Es riss sich bei einem Sturm von seinen Festmacherleinen los und trieb über den Stausee, bis es am Staudamm hängen blieb. Dort blieb es herrenlos liegen und verkam zusehends, bis es 1983 nach Brandstiftung nahezu völlig ausbrannte und erneut auf Grund ging. Bereits 1980 war die Angara zum Monument geschichtlicher und technischer Bedeutung erklärt worden, aber erst im Sommer 1983 erfolgte ein erster Versuch, sie wieder zu heben. Die Arbeiten wurden 1984 wieder aufgenommen und im Juni 1985 wurde das Schiff gehoben, dann aber von der örtlichen Parteizentrale wegen fehlender Finanzen zur Reparatur und Umgestaltung zum Museum wieder zum Abwracken bestimmt. Es wurde vom Staudamm in die Melnitschni-Bucht auf der Südseite des Stausees geschleppt, wo es ein weiteres Mal bei einem Sturm aufs Ufer gedrückt wurde und mit 45 Grad Schlagseite in flachem Wasser auf Grund ging.

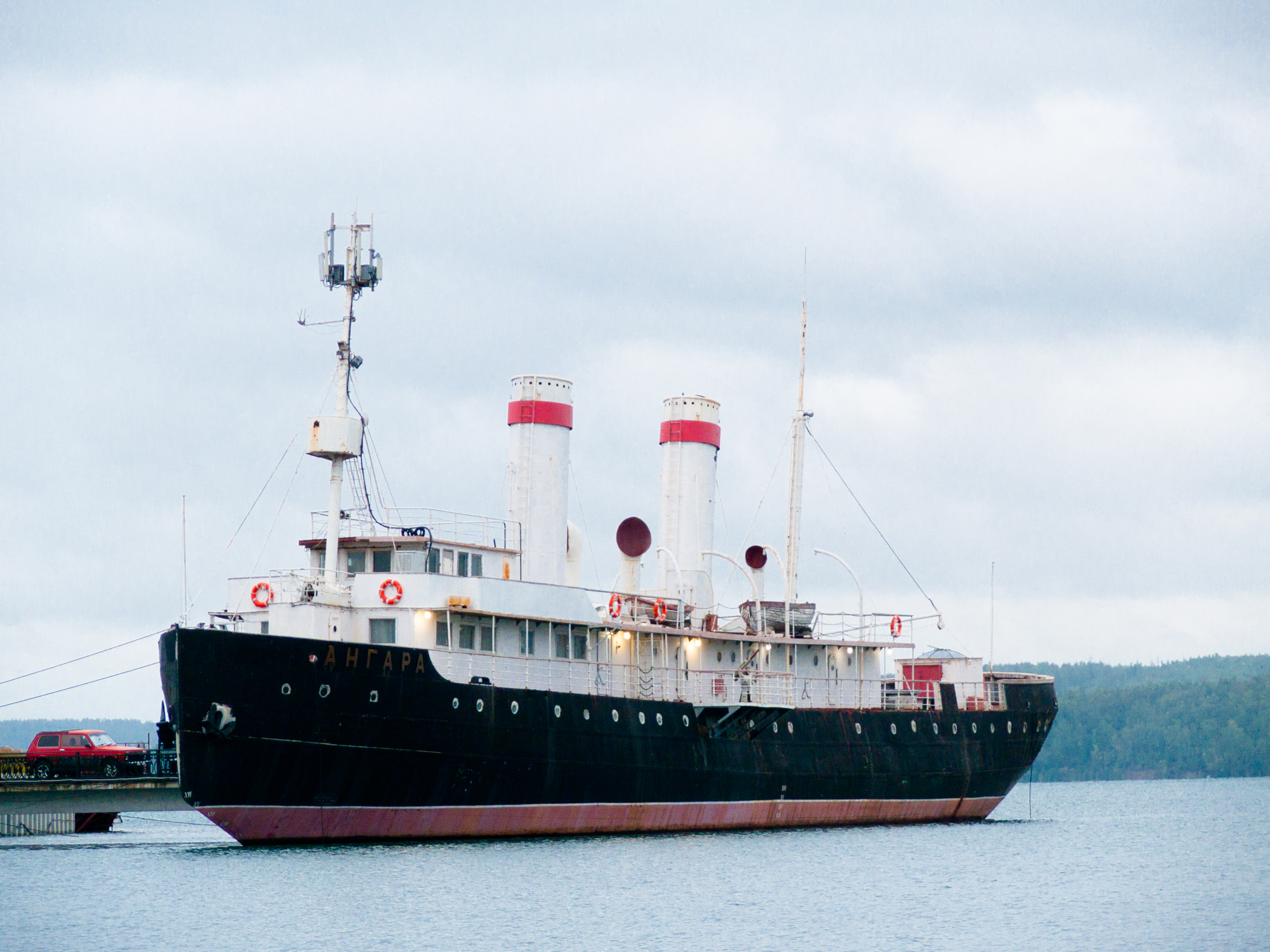
Die Angara im Jahre 2018

Bis 1988 blieb das Wrack dort halb gesunken liegen. Dann wurde auf Initiative des Irkutsker Zweigs der „Allrussischen Gesellschaft zum Schutz von Denkmälern der Geschichte und Kultur“ (VOOPIiK) beschlossen, das Schiff zu restaurieren und als Museumsschiff zu erhalten. Das Schiff wurde nach langen Vorbereitungen am 7. September 1988 gehoben und in die Tschertugejewski Bucht unweit nördlich des Staudamms gebracht. Die Arbeiten dort dauerten von Januar 1989 bis November 1990. Dabei wurde auch die Maschinenanlage repariert und die Decks, Decksaufbauten, Navigations- und Kommunikationsinstrumente wurden restauriert. Am 6. November 1990 wurde die Angara an ihren neuen Anlieger am Nordufer des Stausees beim Marschall-Schukow-Boulevard (пр. Маршала Жукова, 36а; 52° 15′ 0″ N, 104° 20′ 38″ O) im Solnechny Mikrodistrikt von Irkutsk verlegt und im März 1991 als Museum maritimer Geschichte eröffnet. 2015 wurde das Schiff an das Regionalmuseum Irkutsk übertragen.